# Канелли, Лиана
Гарифаллья «Лиана» Канелли (греч. Γαρυφαλλιά (Λιάνα) Κανέλλη; 20 марта 1954, Афины, Греция) — журналистка и член парламента Греции от Коммунистической партии с 2000 года.

## Биография
Начала карьеру в журналистике в 1975 году и следующие десять лет работала в качестве ежедневного обозревателя, репортёра в местных и зарубежных представительствах, телеведущей. Завоевала известность прямотой и резкостью выступлений, встречая и порицание, и одобрение со стороны наблюдателей.
В 1999 году публично выступила на митинге протеста против войны в Косово и бомбардировок Югославии силами НАТО с заявлением, что собирается баллотироваться в качестве кандидата от Коммунистической партии Греции в Европейский парламент (не будучи членом партии). На выборах в 2000 году она была впервые избрана в члены Парламента Греции от афинского избирательного округа и сохранила место на последующих выборах в 2004, 2007 и 2009 годах.
В июне 2012 года пострадала от рук депутата от ультраправой партии «Хриси Авги» Илиаса Касидиариса, который избил её прямо на телешоу в прямом эфире. Депутат, бывший спецназовец, вступил в перепалку о нефтедобыче у берегов Крита с Реной Дору из Коалиции радикальных левых и Лианой Канелли. В ходе дискуссии Дору напомнила собравшимся, что её оппонент фигурирует в деле о вооружённом нападении, в ответ на что Касидиарис резким движением выплеснул содержимое стоявшего на столе стакана с водой на представительницу СИРИЗА. Лиана Канелли бросилась на защиту пострадавшей, замахнувшись на националиста газетой. Касаридиарис занял боевую стойку и нанёс Каннели три удара по лицу.

## Награды
- Серебряная медаль «За заслуги» (2013, Сербия)[2]

## Записи выступлений
- Интервью британскому каналу Channel 4
- Με γάλα και ψωμί η Κανέλλη στη Βουλή